# Pflegeassistent
Pflegeassistent oder Pflegeassistentin ist ein Gesundheitsberuf. Die Ausbildung ist in Deutschland, Österreich und der Schweiz unterschiedlich geregelt.  Pflegeassistenten sind qualifizierte Helfer im Bereich der Pflege sowie der Betreuung und Versorgung von Menschen in jeder Lebensphase.
Alltagsbegleiter in der Betreuung Pflegebedürftiger nach § 43b bzw. § 53c SGB XI werden in Deutschland häufig fälschlich als Pflegehelfer oder Pflegeassistenten bezeichnet. Mit der deutlich kürzeren Qualifizierungsmaßnahme zum Alltagsbegleiter haben sie jedoch keine Berufsausbildung erworben.

## Einsatzbereiche
Pflegeassistenten können in allen Bereichen der Gesundheits- und Krankenpflege, der Kinderkrankenpflege, der Altenpflege, der Heilerziehungspflege und der Familienpflege eingesetzt werden;  beispielsweise in Einrichtungen zur Betreuung und Pflege von Menschen mit Behinderung, bei ambulanten Alten- und Krankenpflegediensten, in Privathaushalten und bei kirchlich-sozialen Diensten.
Die Einsatzfähigkeit ist allerdings faktisch teilweise durch Vorgaben der Kostenträger eingeschränkt, indem die Zulassung zur Teilnahme an der Erbringung von Pflegeleistungen davon abhängig gemacht wird, dass Pflegekräfte mit höherer Qualifikation eingesetzt werden, zum Beispiel in Teilbereichen der Häuslichen Krankenpflege. Pflegeassistenten werden beispielsweise im ambulanten Pflegedienst eingesetzt, zu ihren Aufgaben gehören dort die Unterstützung des Pflegebedürftigen bei der Haushaltsführung, die Gesunderhaltung und grundpflegerische Verrichtungen, beispielsweise Hilfestellung bei der Körperpflege oder die Familienbetreuung. In Alten- und Pflegeheimen können Pflegeassistenten sowohl in der Grundpflege wie auch in der Aktivierung und bei Betreuungs- und Beschäftigungsangeboten eingesetzt werden.

## Deutschland

### Berufsbezeichnungen und Ausbildungsdauer
In den Bundesländern existieren 27 verschiedene mindestens einjährige Ausbildungen in der Pflegehilfe und -assistenz (über 12 Monate hinausgehende Ausbildungsdauer in Klammern):
- Baden-Württemberg
  - Staatlich anerkannte Altenpflegehelfer
  - Staatlich anerkannte Gesundheits- und Krankenpflegehelfer

- Bayern
  - Staatlich geprüfte Pflegefachhelfer (Altenpflege)
  - Staatlich geprüfte Pflegefachhelfer (Krankenpflege)

- Berlin
  - Pflegefachassistenten (18 Monate)

- Brandenburg
  - Altenpflegehelfer
  - Gesundheits- und Krankenpflegehelfer

- Bremen
  - Pflegefachhelfer
  - Staatlich geprüfte Altenpflegeassistenten (24 Monate)
  - Gesundheits- und Krankenpflegehelfer mit generalistischer Ausrichtung (g. A.) (24 Monate)

- Hamburg
  - Gesundheits- und Pflegeassistenten (24 Monate)

- Niedersachsen
  - Staatlich geprüfte Pflegeassistenten

- Hessen
  - Staatlich anerkannte Altenpflegehelfer
  - Staatlich anerkannte Krankenpflegehelfer

- Mecklenburg-Vorpommern
  - Kranken- und Altenpflegehelfer (18 Monate)

- Nordrhein-Westfalen
  - Pflegefachassistenten

- Rheinland-Pfalz
  - Staatlich geprüfte Altenpflegehelfer
  - Gesundheits- und Krankenpflegehelfer

- Saarland
  - Pflegefachassistenten (23 Monate)

- Sachsen
  - Staatlich geprüfte Krankenpflegehelfer (24 Monate)

- Sachsen-Anhalt
  - Staatlich anerkannte Pflegehelfer
  - Krankenpflegehelfer

- Schleswig-Holstein
  - Altenpflegehelfer
  - Krankenpflegehelfer
  - Staatlich geprüfte Pflegeassistenten

- Thüringen
  - Altenpflegehelfer
  - Gesundheits- und Krankenpflegehelfer

Die einzelnen Berufe unterscheiden sich unter anderem nicht nur hinsichtlich der Ausbildungsdauer, sondern auch durch ihre jeweilige Ausrichtung auf Alten-, Kranken- oder generalistische Pflege sowie durch unterschiedliche Kompetenzen und Befugnisse.
Zugangsvoraussetzungen sind in der Regel ein Mindestalter von 17 Jahren sowie der Hauptschulabschluss bzw. Berufsreife, Berufsbildungsreife, erster allgemeinbildender Schulabschluss, erfolgreicher Abschluss der Mittelschule (Ausnahmen sind möglich). Die gesundheitliche Eignung muss wie bei allen Pflegeberufen vorliegen.
Durchgeführt werden die ein- bis dreijährige Ausbildungen an verschiedenen Einrichtungen des Pflege- und Gesundheitswesens, beispielsweise in Kliniken, Pflegeeinrichtungen oder bei Pflegediensten. Die Vermittlung theoretischer Kenntnisse findet an inner-, über- oder außerbetrieblichen Berufs- oder Pflegefachschulen statt. Rund die Hälfte der Auszubildenden erhält eine Ausbildungsvergütung.

## Österreich
Die Berufsbezeichnung Pflegeassistent ersetzt seit 2016 die vorherige Bezeichnung Pflegehelfer.

### Ausbildung
Die Ausbildung ist gesetzlich geregelt und dauert ein Jahr bei Vollzeit, kann aber auch bei entsprechend längerer Dauer berufsbegleitend erfolgen; entweder an einer Schule für Gesundheits- und Krankenpflege oder in Pflegeassistenz-Lehrgängen. Sie kann mit anderen Ausbildungen verbunden werden, zum Beispiel mit einer Ausbildung in einem Sozialbetreuungsberuf in der Alten-, Behinderten- und Familienarbeit. Die Ausbildung dauert in diesem Fall zwei Jahre bei Vollzeit bzw. drei Jahre berufsbegleitend.
Die Zulassung zur Ausbildung erfolgt durch ein Auswahlverfahren. Das Mindestalter beträgt 17 Jahre, die 9. Schulstufe muss erfolgreich beendet worden sein.
Bei beruflicher Erstausbildung kann nur die zweijährige Ausbildung Pflegefachassistenz absolviert werden.

## Schweiz

### Ausbildung
Ausbildungen in der Pflegeassistenz wurden seit 1993 vom Schweizerischen Roten Kreuz geregelt.
Seit 2012 führt anstelle der altrechtlichen Ausbildung zum Pflegeassistenten eine zweijährige berufliche Grundbildung zum Eidgenössischen Berufsattest Assistent Gesundheit und Soziales (AGS EBA).
Damit wurden die Handlungskompetenzen für den Beruf erweitert.
Voraussetzung für die Ausbildung ist der Abschluss der Sekundarstufe I, Schulstufe mit Grundanforderungen und ein abgeschlossener Lehrvertrag, Sozialkompetenz und praktische Begabung.
Die Dauer der Ausbildung  beträgt zwei Jahre, davon pro Woche vier Tage Praxis und einen Tag schulischer Unterricht.
Für die Berufsentwicklung und Qualitätssicherung sind die nationalen Dach-OdA OdASanté und Savoirsocial zuständig.

## Belege
1. 1 2  Anke Jürgensen: Pflegehilfe und Pflegeassistenz. Ein Überblick über die landesrechtlichen Regelungen für die Ausbildung und den Beruf. Stand 2023; abgerufen am 11. November 2024.
2. ↑  Kabinett beschließt die Einführung einer neuen Pflegefachassistenzausbildung. Bundesministerium für Gesundheit; abgerufen am 11. November 2024.
3. 1 2  Arbeiterkammer Oberösterreich: Pflegeassistenz.; abgerufen am 13. April 2019
4. ↑  Berufsbild: PflegeassistentIn (vormals PflegehelferIn). Abgerufen am 19. Februar 2019.
5. ↑  OdASante (Memento vom 19. Februar 2019 im Internet Archive) Nationale Dachorganisation der Arbeitswelt Gesundheit, Schweiz
6. ↑  Pflegeassistenz (Memento vom 2. Dezember 2021 im Internet Archive) Schweizerisches Rotes Kreuz
7. ↑  Gegenüberstellung der Ausbildungen Assistent/in Gesundheit und Soziales EBA (AGS) und Pflegeassistent/in SRK (PA). 2011. (Memento vom 19. Februar 2019 im Internet Archive) Abgerufen am 19. Februar 2019.